# Демиховский сельский округ
Демиховский сельский округ — упразднённая административно-территориальная единица, существовавшая на территории Орехово-Зуевского района Московской области в 1994—2006 годах.
Демиховский сельсовет был образован в первые годы советской власти. По данным 1919 года он входил в состав Фёдоровской волости Богородского уезда Московской губернии.
5 января 1921 года Фёдоровская волость была передана в Орехово-Зуевский уезд.
В начале 1925 года к Демиховскому с/с был присоединён Нажицкий с/с, но уже 4 ноября того же года он был выделен обратно.
В 1926 году Демиховский с/с включал 1 населённый пункт — деревня Демихово.
В 1929 году Демиховский сельсовет вошёл в состав Орехово-Зуевского района Орехово-Зуевского округа Московской области. При этом к нему были присоединены Нажицкий и Щербининский с/с.
14 июня 1954 года к Демиховскому с/с был присоединён Фёдоровский с/с.
1 февраля 1963 года Орехово-Зуевский район был упразднён и Демиховский с/с вошёл в Орехово-Зуевский сельский район. 11 января 1965 года Демиховский с/с был возвращён в восстановленный Орехово-Зуевский район.
3 февраля 1994 года Демиховский с/с был преобразован в Демиховский сельский округ.
В ходе муниципальной реформы 2004—2005 годов Демиховский сельский округ прекратил своё существование как муниципальная единица. При этом все его населённые пункты были переданы в Сельское поселение Демиховское.
29 ноября 2006 года Демиховский сельский округ исключён из учётных данных административно-территориальных и территориальных единиц Московской области.